# IC 4349
IC 4349 — компактная вытянутая спиральная галактика типа Sbc в созвездии Волопас. Поверхностная яркость — 13,2 mag/arcmin². Этот объект входит в число перечисленных в оригинальной редакции «Нового общего каталога».